# ローラント・クラウス

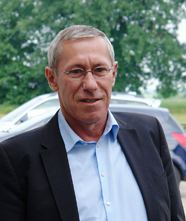
2012年撮影

ローラント・クラウス（Roland Claus、1954年12月18日 - ）は、ドイツの政治家。左翼党所属。ザクセン＝アンハルト州ヘッテシュタット出身。
東独時代は人民議会議員であった。ドイツ社会主義統一党、民主社会党を経て、左翼党に所属。2005年ドイツ連邦議会議員に当選。